# Kol Mamzer Melekh
Kol Mamzer Melekh é um filme de drama israelita de 1968 dirigido e escrito por Uri Zohar. Foi selecionado como representante de Israel à edição do Oscar 1969, organizada pela Academia de Artes e Ciências Cinematográficas.

## Elenco
- Yehoram Gaon - Yoram
- Oded Kotler - Raphi Cohen
- Pier Angeli - Eileen
- William Berger - Roy Hemmings
- Ori Levy - oficial estrangeiro
- Reuven Morgan - fotógrafo
- Ariela Shavid - Anat